# 上林里石榕公
23°57′49″N 120°40′30″E / 23.963509°N 120.675121°E
上林里石榕公，是位於臺灣南投縣草屯鎮上林里的榕樹公與石頭公，以求子而聞名。

## 歷史
草屯鎮中正里長簡煥基回憶，石榕公榕樹最早是長在石頭公小廟後側，樹最後將整座小廟包覆。在盤根錯節的雀榕樹根間還能看見當年舊廟宇零碎屋瓦，樹洞內供奉稱為「龍鳳石」的石頭公，並有舊照片為證。其中一顆石頭公呈長柱型，兩旁則各有一顆橢圓形石頭，婦女會來撫摸以求生子。求子成功後，人們便讓小孩給石榕公當契子，每逢正月十五日返回祭拜，將榕樹葉與銅錢掛在兒童胸前，祈求子女平安長大。
1992年6月，從南投縣政府農會輔導課退休的張瑞卿，受邱創煥在省府主席任內倡議保護臺灣老樹、指示逐株列管影響，以半年時間深入縣內各鄉鎮部落對各棵老樹進行調查，其中就包括信義鄉的神木樟樹公、集集大樟樹、石榕公等。1996年時，在草屯的九棵登錄的百年老樹中，有石榕公、坪頂神木、南坪路下城兩棵榕樹、草屯敦和宮百年老榕等。
石榕公不僅是地方信仰中心，因傳說求子相當靈驗，曾有外地人包遊覽車前往。約1998年時其中一顆石頭被偷走後，管理委員會另找一顆類似的石頭代替，並安奉一張原石頭的照片，但2002年6月報導時，照片及另一顆石頭又被竊。
2002年7月10日下午2點許，榕樹倒伏，壓毀前方的金爐、及住戶鄭自然家的圍牆。同月15日，針對遭娜克莉颱風吹倒的此樹，縣議員簡景賢與邀農業局與病蟲害專家等召開協調會，決定扶正與治療病蟲害雙管齊下，並請農業局補助經費。18日上午，在附近菜園地主同意借道下，四部大怪手將老樹扶正重植，以多根枝架輔助榕樹公撐持固定，當天剛好下雨，對老樹重拾生機有幫助。該年，草鞋墩鄉土文教協會陳清誥等人調查草屯鎮二十七個里的老樹資源，將此樹與坪頂神木收入《綠蔭下的漫步—草屯鎮珍貴樹木巡禮》。
後由石榕公管委會主委簡煥基、縣議員簡景賢、鎮代表簡瑞祺與三美傢具行合捐二十多萬元，為石榕公重建拜亭。拜亭和廣場設施重修完工後，2003年1月23日舉行入火儀式。